# Quảng Phú, Thanh Hóa
Quảng Phú là một phường thuộc tỉnh Thanh Hóa, Việt Nam.
Được thành lập ngày 16 tháng 6 năm 2025 trên cơ sở các phường phía nam và đông nam của thành phố Thanh Hóa, phường Quảng Phú chính thức hoạt động từ ngày 1 tháng 7 năm 2025.

## Địa lý
Phường Quảng Phú nằm ở trung tâm vùng đồng bằng phía đông của tỉnh Thanh Hóa, thuộc hữu ngạn sông Mã, có vị trí địa lý:
- Phía bắc và tây bắc giáp phường Hạc Thành
- Phía đông bắc giáp phường Nguyệt Viên và xã Hoằng Lộc với ranh giới chủ yếu là sông Mã
- Phía đông và đông nam giáp các phường Sầm Sơn, Nam Sầm Sơn
- Phía nam và tây nam giáp các xã Lưu Vệ, Quảng Yên
- Phía tây giáp phường Đông Quang.

Phường Quảng Phú có diện tích tự nhiên 41,34 km², quy mô dân số năm 2024 là 77.543 người, mật độ dân số đạt 1.876 người/km².

## Lịch sử
Địa giới hành chính phường Quảng Phú trước đây vốn là các phường nằm về phía nam và đông nam của thành phố Thanh Hóa.
Ngày 16 tháng 6 năm 2025, thành phố Thanh Hóa bị giải thể do bỏ cấp huyện; phường Quảng Phú được thành lập theo Nghị quyết số 1686/NQ-UBTVQH15 của Ủy ban Thường vụ Quốc hội trên cơ sở sáp nhập toàn bộ diện tích tự nhiên và quy mô dân số của 7 phường: Quảng Hưng, Quảng Tâm, Quảng Thành, Quảng Đông, Quảng Thịnh, Quảng Cát, Quảng Phú.
Phường này chính thức hoạt động từ ngày 1 tháng 7 năm 2025, là đơn vị hành chính trực thuộc tỉnh Thanh Hóa.

## Hành chính
Phường Quảng Phú có 54 tổ chức tự quản. Dưới đây là danh sách các tổ chức tự quản theo địa giới từng phường cũ:
| Mã    | Tên phường  | Hành chính   | Hành chính                                                                                |
| Mã    | Tên phường  | Số lượng     | Danh sách                                                                                 |
| ----- | ----------- | ------------ | ----------------------------------------------------------------------------------------- |
| 14800 | Quảng Hưng  | 8 tổ dân phố | Được đánh số từ 1 đến 8                                                                   |
| 14806 | Quảng Thành | 7 phố        | Minh Trại, Tân Trọng, Thành Công, Thành Long, Thành Mai, Thành Tráng, Thành Yên           |
| 16441 | Quảng Thịnh | 8 tổ dân phố | Gia Lộc, Quyết Thắng, Thịnh Hùng, Thịnh Ngọc, Thịnh Tăng, Thịnh Vạn, Tiến Thọ, Trường Sơn |
| 16459 | Quảng Đông  | 6 tổ dân phố | Chính Hảo, Đông Đức, Đông Quang, Đông Văn, Việt Yên, Xích Ngọc                            |
| 16507 | Quảng Cát   | 9 tổ dân phố | Được đánh số từ 1 đến 9                                                                   |
| 16522 | Quảng Phú   | 9 tổ dân phố | Được đánh số từ 1 đến 9                                                                   |
| 16525 | Quảng Tâm   | 7 tổ dân phố | Chiến Thắng, Phố Môi, Phú Quý, Phúc Cường, Quang Trung, Thanh Kiên, Tiến Thành            |

## Phường Quảng Phú trước 16/6/2025

### Địa lý
Phường Quảng Phú nằm ở phía đông nam thành phố Thanh Hóa, có vị trí địa lý:
- Phía đông giáp huyện Hoằng Hóa (với ranh giới là sông Mã) và thành phố Sầm Sơn
- Phía tây giáp phường Quảng Đông
- Phía nam giáp các phường Quảng Cát và Quảng Tâm
- Phía bắc giáp phường Quảng Hưng.

Phường có diện tích 6,50 km², dân số năm 2019 là 10.534 người, mật độ dân số đạt 1.621 người/km².

### Lịch sử
Vùng đất thuộc phường Quảng Phú ngày nay, vào đầu thế kỉ 19 thuộc tổng Lưu Vệ và tổng Giặc Thượng, huyện Quảng Xương, phủ Tĩnh Gia, nội trấn Thanh Hóa, đến trước năm 1945 thuộc tổng Lưu Thanh và tổng Cung Thượng, huyện Quảng Xương, phủ Tĩnh Gia, tỉnh Thanh Hóa.
Sau năm 1945, bỏ phủ Lưu Thanh, địa bàn phường trở thành xã Tống Duy Tân thuộc huyện Quảng Xương. Tháng 4 năm 1947, xã Tống Duy Tân được sáp nhập với xã Trần Hưng Đạo thành xã Quảng Hưng. Tháng 7 năm 1954, xã Quảng Hưng được tách thành 2 xã Quảng Hưng và Quảng Phú cùng thuộc huyện Quảng Xương.
Ngày 29 tháng 2 năm 2012, xã Quảng Phú được chuyển từ huyện Quảng Xương về thành phố Thanh Hóa.
Ngày 9 tháng 12 năm 2020, Ủy ban Thường vụ Quốc hội ban hành Nghị quyết 1108/NQ-UBTVQH14 về việc thành lập các phường thuộc thành phố Thanh Hóa (nghị quyết có hiệu lực từ ngày 1 tháng 2 năm 2021). Theo đó, thành lập phường Quảng Phú trên cơ sở toàn bộ 6,50 km² diện tích tự nhiên và 10.534 người của xã Quảng Phú.

### Phân chia hành chính
Đến năm 2019, xã Quảng Phú có 4 làng: 
- Xuân Độ: trước là phường Đồng Đăng, đến đầu thế kỉ 19 là xã Xuân Độ thuộc tổng Lưu Vệ; cuối thế kỉ 19 thuộc tổng Lưu Thanh. Làng này gồm các xóm: Xuân Viên, Đô, Thịnh, Bãi và Soi.
- Văn Lâm Thượng: đầu thế kỉ 19 là xã Văn Lâm Thượng thuộc tổng Lưu Vệ; cuối thế kỉ 19 thuộc tổng Lưu Thanh. Làng này gồm các xóm: Văn và Thượng.
- Văn Lâm Trung: đầu thế kỉ 19 là xã Văn Lâm Trung thuộc tổng Lưu Vệ; cuối thế kỉ 19 thuộc tổng Lưu Thanh. Làng này gồm các xóm: Trong, Ngoài, Trên và Trại.
- Ngọc Suy: đầu thế kỉ 19 là thôn Kim Suy thuộc xã Giặc Hạ, tổng Giặc Thượng; sau năm 1945 thì sáp nhập vào xã Tống Duy Tân.